# Grammy Award for Best Boxed or Special Limited Edition Package

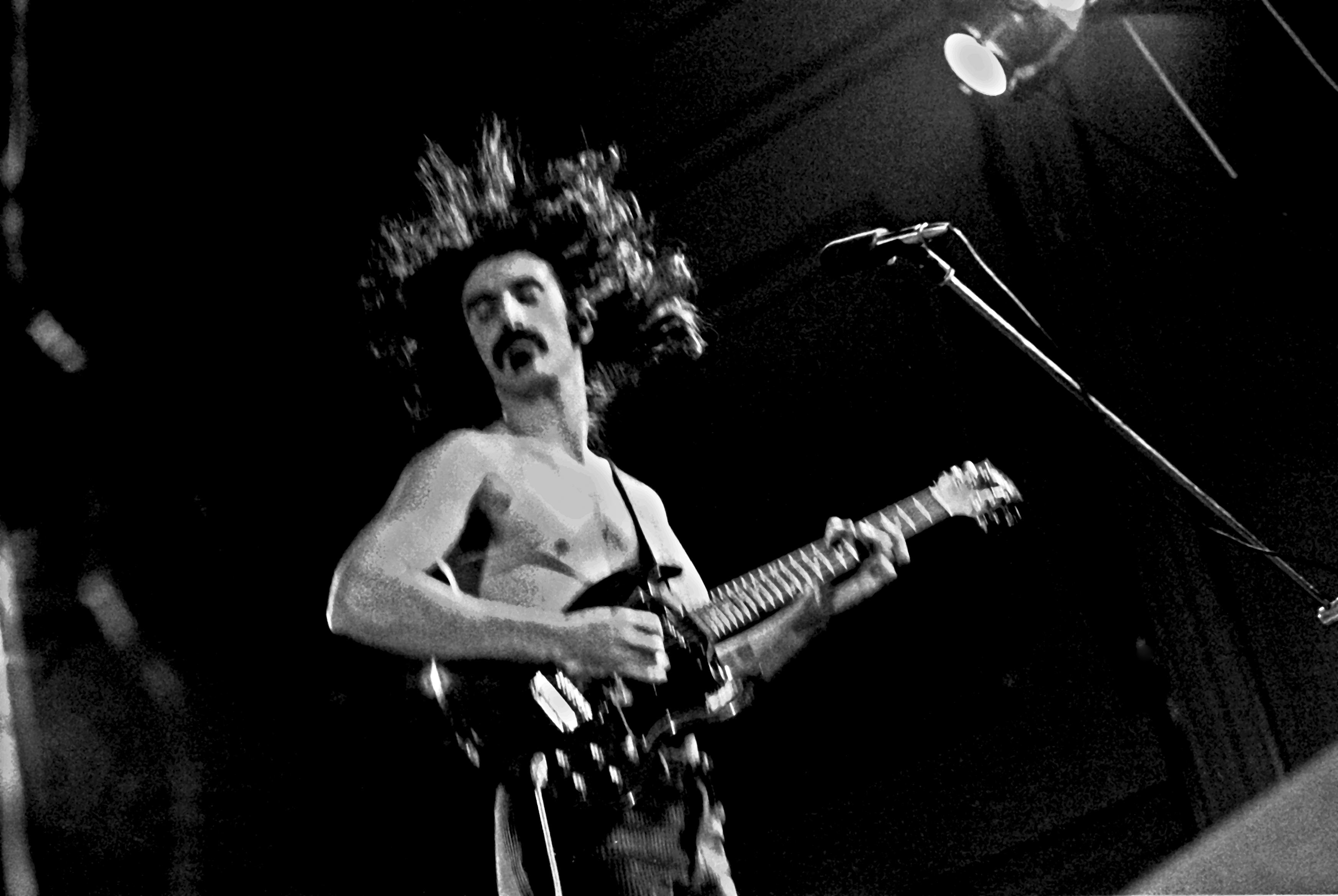
Frank Zappa und Gail Zappa erhielten den Grammy Award für Best Boxed or Special Limited Edition Package im Jahr 1996 für das Album Civilization Phaze III

Der Grammy Award for Best Boxed or Special Limited Edition Package, auf Deutsch „Grammy-Auszeichnung für das beste (Musik-)Paket als Box oder limitierte Sonderausgabe“, ist ein Musikpreis, der seit 1995 von der amerikanischen Recording Academy im Bereich der Musikproduktion verliehen wird. Der Preis geht an den Artdirector des ausgezeichneten Werkes.

## Geschichte und Hintergrund
Die seit 1959 verliehenen Grammy Awards werden jährlich in zahlreichen Kategorien von der Recording Academy in den Vereinigten Staaten vergeben, um künstlerische Leistung, technische Kompetenz und hervorragende Gesamtleistung ohne Rücksicht auf die Album-Verkäufe oder Chart-Position zu würdigen.
Eine dieser Kategorien ist der Grammy Award for Best Boxed or Special Limited Edition Package. Der an den Artdirector vergebene Preis wird seit 1995 verliehen und ging im ersten Jahr an Chris Thompson für The Complete Ella Fitzgerald Songbooks. Die Preiskategorie hieß von 1995 bis 1997 zunächst Grammy Award for Best Recording Package – Boxed und von 1998 bis 2002 Grammy Award for Best Boxed Recording Package. Ab dem Jahr 2016 werden sechs statt bisher fünf Werke für die Auszeichnung nominiert.

## Gewinner und Nominierte
| Jahr                 | Gewinner                                                             | Nationalität                              | Werk                                                                    | Interpret(en)                 | Nominierte | Bild des/der Gewinner(s) |
| -------------------- | -------------------------------------------------------------------- | ----------------------------------------- | ----------------------------------------------------------------------- | ----------------------------- | --- | ------------------------ |
| 1995                 | Chris Thompson                                                       |                                           | The Complete Ella Fitzgerald Songbooks                                  | Ella Fitzgerald               | - Beborah Norcross für Boingo (Oingo Boingo) - David Lau für The Complete Bud Powell on Verve (Bud Powell) - Chris Bilheimer, Tom Recchion und Michael Stipe für Monster (R.E.M.) - Geoff Gans und Coco Shinomiya für Songs of the West (Emmylou Harris) |                          |
| 1996                 | Frank Zappa und Gail Zappa                                           | Vereinigte Staaten                        | Civilization Phaze III                                                  | Frank Zappa                   | - Mark Farrow für Alternative (Pet Shop Boys) - Allen Weinberg für Box of Fire (Aerosmith) - Storm Thorgerson für Pulse (Pink Floyd) - Blind Melon, Jeffery Fey, Chris Jones und Tommy Steele für Soup (Blind Melon) |                          |
| 1997                 | Arnold Levine und Chika Azuma                                        |                                           | The Complete Columbia Studio Recordings                                 | Miles Davis und Gil Evans     | - Michael Lang, David Lau und Giulio Turturro für Blues, Boogie & Bop: The 1940s Mercury Sessions (verschiedene Künstler) - JoDee Stringham für The Complete Reprise Studio Recordings (Frank Sinatra) - Giulio Turturro für The Man from Ipanema (Antônio Carlos Jobim) - Chris Bilheimer und Michael Stipe für New Adventures in Hi-Fi (R.E.M.) |                          |
| 1998                 | David Gorman, Hugh Brown und Rachel Gutek                            |                                           | Beg Scream and Shout! The Big Ol’ Box of ’60s Soul                      | verschiedene Künstler         | - Patricia Lie für The Complete Bill Evans on Verve (Bill Evans) - Giulio Turturro für The Complete Ella Fitzgerald & Louis Armstrong on Verve (Ella Fitzgerald und Louis Armstrong) - Carol Bobolts, Laurie Goldman und Jack O’Neil für Cuba: I Am Time (verschiedene Künstler) - Bryan Lasley für Shakedown! The Texas Tapes Revisited (Bobby Fuller) |                          |
| 1999                 | Jim Kemp und Virginia Team                                           |                                           | The Complete Hank Williams                                              | Hank Williams                 | - Mark Michaelson für The Best of William Burroughs from Giorno Poetry Systems (William Burroughs) - Chika Azuma für Ella and Duke at the Cote D’Azur (Ella Fitzgerald und Duke Ellington) - Janet Boye & Arnold Levine für The Complete Studio Recordings of The Miles Davis Quintet 1965–1968 (Miles Davis Quintet) - Andy Engel & Johnny Lee für Miss Peggy Lee (Peggy Lee) |                          |
| 2000                 | Ron Jaramillo und Arnold Levine                                      |                                           | Miles Davis – The Complete Bitches Brew Sessions                        | Miles Davis                   | - Gordon H. Jee für The Blue Note Years – 60th Anniversary Box Set (verschiedene Künstler) - Giulio Turturro für The Complete Jazz at the Philharmonic on Verve 1944–1949 (verschiedene Künstler) - James Austin, Hugh Brown und Julie Vlasak für Hot Rods & Custom Classics – Cruisin' Songs & Highway Hits (verschiedene Künstler) - Hollis King für John Coltrane – The Classic Quartet: The Complete Impulse! Recordings (John Coltrane)                                                            |                          |
| 2001                 | Arnold Levine und Frank Harkins                                      |                                           | The Complete Columbia Recordings 1955–1961                              | Miles Davis und John Coltrane | - Ian Cuttler für The Complete Hot Five and Hot Seven Recordings (Louis Armstrong) - Hollis King für The Complete Lester Young Studio Sessions on Verve (Lester Young) - Jared Eberhardt, Michael Jager und Todd Wender für Hampton Comes Alive (Phish) - Rachel Gutek für Respect: A Century of Women in Music (verschiedene Künstler) |                          |
| 2002                 | Hugh Brown und Steve Vance                                           |                                           | Brain in a Box — The Science Fiction Collection                         | verschiedene Künstler         | - Christian Calabro für Charlie Parker: The Complete Savoy and Dial Studio Recordings 1944–1948 (Charlie Parker) - Dave Bett und Sheri Lee für El Cancionero: Mas y Mas – A History of the Band from East L.A. (Los Lobos) - Ron Jaramillo und Adam Owett für Lady Day: The Complete Billie Holiday on Columbia 1933–1944 (Billie Holiday) - Carol Bobolts, Jaime Boyle und Deb Schuler für The Long Road to Freedom – An Anthology of Black Music (verschiedene Künstler)                              |                          |
| 2003                 | Susan Archie                                                         |                                           | Screamin’ and Hollerin' the Blues: The Worlds of Charley Patton         | Charlie Patton                | - Sevie Bates für Can You Dig It? The '70s Soul Experience (verschiedene Künstler) - Mary Fagot, Joshua Liberson, George Mimnaugh und Ethan Trask für Capitol Records Sixtieth Anniversary 1942–2002 (verschiedene Künstler) - Hugh Brown & Julie Vlasak für Like Omigod! The 80s Pop Culture Box (Totally) (verschiedene Künstler) - Dave Bett & Sheri Lee für Ultra-Lounge – Vegas Baby! (verschiedene Künstler)                                                                                      |                          |
| 2004                 | Julian Alexander, Howard Fritzson und Seth Rothstein                 |                                           | The Complete Jack Johnson Sessions                                      | Miles Davis                   | - Michael Amzalag, Mathias Augustinyak und Gabríela Friðriksdóttir für Family Tree (Björk) - Kathleen Philpott und Mark Tappin für Furious Angels (Rob Dougan) - Dave Bett und Sheri Lee für Scarlet’s Walk (Tori Amos) - Doug Cunningham und Jason Noto für Sing the Sorrow (AFI) |                          |
| 2005                 | Stefan Sagmeister                                                    | Österreich                                | Once in a Lifetime                                                      | Talking Heads                 | - Stefan Sagmeister für The Complete Verve Master Takes (Charlie Parker) - Susan Archie für Goodbye, Babylon (verschiedene Künstler) - Michele Horie & Ryan Rogers für The Hip Hop Box (verschiedene Künstler) - Christine Cano für Unearthed (Johnny Cash) |                          |
| 2006                 | Ian Cuttler                                                          | Mexiko                                    | The Legend of Johnny Cash                                               | Johnny Cash                   | - Susan Archie und Noel Waggener für Holy Ghost: Rare & Unissued Recordings (1962–70) (Albert Ayler) - Hugh Brown und Jeff Lyons für Pure Genius: The Complete Atlantic Recordings (Ray Charles) - Hugh Brown und Sheryl Farber für Weird Tales of the Ramones (Ramones) - Howard Fritzson und Michelle Holme für You Ain’t Talkin’ to Me — Charlie Poole and the Roots of Country Music (Charlie Poole und verschiedene Künstler)                                                                      |                          |
| 2007                 | Flea, John Frusciante, Anthony Kiedis, Chad Smith und Matt Taylor    | Vereinigte Staaten                        | Stadium Arcadium                                                        | Red Hot Chili Peppers         | - Howard Fritzson, Dan Ichimoto und Seth Rothstein für The Cellar Door Sessions 1970 (Miles Davis) - Susan Archie und Henry Owings für Fonotone Records (verschiedene Künstler) - Hugh Brown und Jean Krikorian für A Life Less Lived — The Gothic Box (verschiedene Künstler) - Hugh Brown, Sheryl Farber und Maria Villar für One Kiss Can Lead to Another: Girl Group Sounds Lost & Found (verschiedene Künstler)                                                                                    |                          |
| 2008                 | Masaki Koike                                                         |                                           | What It Is! Funky Soul and Rare Grooves (1967–1977)                     | verschiedene Künstler         | - Matt Taylor, Ellen Wakayama und Gerard Way für The Black Parade – Special Edition (My Chemical Romance) - Alex Kirzhner für A Fever You Can’t Sweat Out – Limited Edition Collectible Deluxe Box (Panic! at the Disco) - Stan Chow für Icky Thump – Limited Edition USB Flash Drive (The White Stripes) - Matt Taylor und Valo für Venus Doom (HIM) |                          |
| 2009                 | Stanley Donwood, Mel Maxwell und Xiaan Munro                         | Vereinigtes Königreich                    | In Rainbows                                                             | Radiohead                     | - Trent Reznor und Rob Sheridan für Ghosts I–IV (Nine Inch Nails) - Qing-Yang Xiao für Poems & Songs (Wu Sheng) - Alex Kirzhner und Panic! at the Disco für Pretty. Odd. (Panic! at the Disco) - Aimee Mann und Gail Marowitz für @#%&*! Smilers (Aimee Mann) |                          |
| 2010                 | Gary Burden, Jenice Heo und Neil Young                               | Vereinigte Staaten Kanada                 | The Archives Vol. 1 1963–1972                                           | Neil Young                    | - Mathieu Bitton und Scott Webber für A Cabinet of Curiosities (Jane’s Addiction) - Masaki Koike für The Cliffürd Ball (Phish) - Stefan Sagmeister für Everything That Happens Will Happen Today (David Byrne und Brian Eno) - Jordan Butcher für Lost in the Sound of Separation (Deluxe Edition) (Underoath) |                          |
| 2011                 | Rob Jones und Jack White                                             | Vereinigte Staaten                        | Under Great White Northern Lights (Limited Edition Box Set)             | The White Stripes             | - Tom Lunt, Rob Sevier und Ken Shipley für Light: On the South Side (verschiedene Künstler) - Jeff Anderson und Vaughan Oliver für Minotaur (Deluxe Edition) (The Pixies) - Daniel Reiss und Klaus Voormann für A Sideman’s Journey (Limited Collector’s Super Deluxe Box Set) (Klaus Voormann) - Qing-Yang Xiao für Story Island (verschiedene Künstler) |                          |
| 2012                 | Dave Bett und Michelle Holme                                         |                                           | The Promise: The Darkness on the Edge of Town Story                     | Bruce Springsteen             | - Donald Twain und Zachariah Wildwood für The King of Limbs (Radiohead) - Matt Taylor und Ellen Wakayama für 25th Anniversary Music Box (Danny Elfman und Tim Burton) - James Spindler für 25 Years (Sting) - David Gorman für Wingless Angels – Deluxe Edition (Wingless Angels) |                          |
| 2013                 | Fritz Klaetke                                                        |                                           | Woody at 100: The Woody Guthrie Centennial Collection                   | Woody Guthrie                 | - Rob Sheridan für The Girl with the Dragon Tattoo (Soundtrack des Films) (Trent Reznor und Atticus Ross) - Liz Kweller für Go Fly a Kite (Ben Kweller) - Simon Earith und James Musgrave für Ram – Paul McCartney Archive Collection (Deluxe Edition) (Paul McCartney und Linda McCartney) - Stephen Kennedy für Some Girls: Super Deluxe Edition (The Rolling Stones) |                          |
| 2014                 | Simon Earith und James Musgrave                                      |                                           | Wings Over America (Deluxe Edition)                                     | Paul McCartney und Wings      | - Charles Dooher und Scott Sandler für The Brussels Affair (The Rolling Stones) - Mayer Hawthorne für How Do You Do (Limited Edition Box Set) (Mayer Hawthorne) - Ross Stirling für The Road to Red Rocks (Special Edition) (Mumford & Sons) - Masaki Koike für The Smith Tapes (verschiedene Künstler) |                          |
| 2015                 | Susan Archie, Dean Blackwood und Jack White                          |                                           | The Rise & Fall of Paramount Records, Volume One (1917-27)              | verschiedene Künstler         | - Leland Meiners und Ken Shipley für Cities of Darkscorch (verschiedene Künstler) - Gary Burden und Jenice Heo für A Letter Home (Vinyl Box Set) (Neil Young) - Andy Carne für Sparks (Deluxe Album Box Set) (Imogen Heap) - Jessica Dessner, Lisa Glines, Doran Tyson und Steve Vance für Spring 1990 (The Other One) (Grateful Dead) |                          |
| 2016                 | Susan Archie, Dean Blackwood und Jack White                          |                                           | The Rise & Fall of Paramount Records, Volume Two (1928-32)              | verschiedene Künstler         | - Leif Podhajsky für Beneath the Skin (Deluxe Box Set) (Of Monsters and Men) - Sasha Barr und Josh Tillman für I Love You, Honeybear (Limited Edition Deluxe Vinyl) (Father John Misty) - Stephen Kennedy und James Tilley für Sticky Fingers (Super Deluxe Edition) (The Rolling Stones) - Doran Tyson und Steve Vance für 30 Trips Around the Sun (Grateful Dead) - Carson Ellis, Jeri Heiden und Glen Nakasako für What a Terrible World, What a Beautiful World (Deluxe Box Set) (The Decemberists) |                          |
| 2017                 | Gérard Lo Monaco                                                     |                                           | Edith Piaf 1915–2015                                                    | Edith Piaf                    | - Jonathan Dagan und Mathias Host Normark für 401 Days (J.Views) - Samuel Burgess-Johnson und Matthew Healy für I Like It When You Sleep, für You Are So Beautiful yet So Unaware of It (Box Set) (The 1975) - Matt Taylor für Paper Wheels (Deluxe Limited Edition) (Trey Anastasio) - Simon Earith und James Musgrave für Tug of War (Deluxe Edition) (Paul McCartney) |                          |
| 2018                 | Lawrence Azerrad, Timothy Daly und David Pescovitz                   | Vereinigte Staaten                        | The Voyager Golden Record: 40th Anniversary Edition                     | verschiedene Künstler         | - Tim Breen für Bobo Yeye: Belle Epoque in Upper Volta (verschiedene Künstler) - Tom Hingston für Lovely Creatures: The Best of Nick Cave and the Bad Seeds (Nick Cave and the Bad Seeds) - Masaki Koike für May 1977: Get Shown the Light (Grateful Dead) - Tim Breen, Benjamin Marra und Ken Shipley für Warfaring Strangers: Acid Nightmares (verschiedene Künstler) |                          |
| 2019                 | Meghan Foley, Annie Stoll und Al Yankovic                            | Vereinigte Staaten                        | Squeeze Box: The Complete Works of "Weird Al" Yankovic                  | "Weird" Al Yankovic           | - Arian Buhler, Charles Dooher, Jeff Fura, Scott Sandler und Matt Taylor für Appetite for Destruction (Locked ’n Loaded Box) (Guns n’ Roses) - Carson Ellis, Jeri Heiden und Glen Nakasako für I’ll Be Your Girl (The Decemberists) - Lisa Glines, Doran Tyson und Roy Henry Vickers für Pacific Northwest '73–'74: The Complete Recordings (Grateful Dead) - Sarah Dodds und Shauna Dodds für Too Many Bad Habits (Johnny Nicholas)                                                                    |                          |
| 2020                 | Masaki Koike (Artdirector)                                           |                                           | Woodstock: Back to the Garden – The Definitive 50th Anniversary Archive | verschiedene Künstler         | - Anima von Stanley Donwood & Tchocky, Artdirectors (Thom Yorke) - Gold in Brass Age von Amanda Chiu, Mark Farrow & David Gray, Artdirectors (David Gray) - 1963: New Directions von Josh Cheuse, Artdirectors (John Coltrane) - The Radio Recordings 1939–1945 von Marek Polewski, Artdirectors (Wilhelm Furtwängler & Berliner Philharmoniker) |                          |
| 2021                 | Lawrence Azerrad und Jeff Tweedy (künstlerische Leiter)              | Vereinigte Staaten                        | Ode to Joy                                                              | Wilco                         | - Flaming Pie (Collector’s Edition) von Paul McCartney (Künstlerische Leiter: Linn Wie Andersen, Simon Earith, Paul McCartney, James Musgrave) - Giants Stadium 1987, 1989, 1991 von Grateful Dead (Künstlerische Leiterinnen: Lisa Glines, Doran Tyson) - Mode von Depeche Mode (Künstlerische Leiter: Jeff Schulz, Paul A. Taylor) - The Story of Ghostly International von verschiedenen Interpreten (Künstlerische Leiter: Michael Cina, Molly Smith)                                               |                          |
| 2022                 | Darren Evans, Dhani Harrison, Olivia Harrison (künstlerische Leiter) | Vereinigtes Königreich Vereinigte Staaten | All Things Must Pass: 50th Anniversary Edition                          | George Harrison               | - Color Theory von Soccer Mommy (Künstlerische Leiter: Lordess Foudre, Christopher Leckie) - The Future Bites (Limited Edition Box Set) von Steven Wilson (Künstlerischer Leiter: Simon Moore) - 77–81 von der Gang of Four (Künstlerische Leiter: Dan Calderwood, Jon King) - Swimming in Circles von Mac Miller (Künstlerische Leiter: Ramón Coronado, Marshall Rake) |                          |
| 2023 5. Februar 2023 | Lisa Glines, Doran Tyson, Dave Van Patten (künstlerische Leiter)     | Vereinigte Staaten                        | In and Out of the Garden: Madison Square Garden ’81 ’82 ’83             | The Grateful Dead             | - Artists Inspired by Music: Interscope Reimagined von verschiedenen Interpreten (Künstlerische Leiter: Josh Abraham, Steve Berman, Jimmy Iovine, John Janick, Jason Sangerman) - Big Mess von Danny Elfman (Künstlerische Leiterin: Berit Gwendolyn Gilma) - Black Pumas (Collector’s Edition Box Set) von den Black Pumas (Künstlerische Leiter: Jenna Krackenberger, Anna McCaleb, Preacher) - Book von They Might Be Giants (Künstlerischer Leiter: Paul Sahre)                                     |                          |
| 2024 4. Februar 2024 | Jeri Heiden, John Heiden (künstlerische Leitung)                     | Vereinigte Staaten                        | For the Birds: The Birdsong Project                                     | Verschiedene Interpreten      | - The Collected Works of Neutral Milk Hotel von Neutral Milk Hotel (Künstlerische Leitung: Jeff Mangum, Daniel Murphy, Mark Ohe) - Gieo von Ngot (Künstlerische Leitung: Duy Dao) - Inside (Deluxe Box Set) von Bo Burnham (Künstlerische Leitung: Bo Burnham, Daniel Calderwood) - Words & Music, May 1965 (Deluxe Edition) von Lou Reed (Künstlerische Leitung: Masaki Koike) |                          |
| 2025 2. Februar 2025 | Simon Hilton, Sean Ono Lennon (künstlerische Leitung)                | Vereinigte Staaten                        | Mind Games                                                              | John Lennon                   | - Half Living Things von Alpha Wolf (Künstlerischer Leiter: Patrick Galvin) - Hounds of Love – The Boxes of Lost at Sea von Kate Bush (Künstlerische Leiter: Kate Bush, Albert McIntosh) - In Utero von Nirvana (Künstlerische Leiter: Doug Cunningham, Jason Noto) - Unsuk Chin von Unsuk Chin und den Berliner Philharmonikern (Künstlerische Leiter: Takahiro Kurashima, Marek Polewski) |                          |